# The Last Night (ゲーム)
The Last Night（ザ・ラスト・ナイト）は、Odd Tales開発、Raw Fury発売のシネマティックプラットフォーム・ゲームである。2018年にXbox One、Microsoft Windows、MacOSにて全世界発売予定。日本語化も決定している。

## ゲームプレイ
The Last Nightは、2.5Dのシネマティックプラットフォーム・ゲームであり、プレイヤーは主人公「Charlie」を操作する。主人公は、「era of leisure(余暇の時代)」における成熟期の社会の二級市民であり、そこではコンピュータや機械が人間に代わってあらゆる単純作業を行っている。プレイヤーは主人公に街を探索させたり、他の市民と自由に話したり、銃撃戦に参加したり、ステルスを利用したりできる。

## 開発
The Last Nightは、2014年6月にTim SoretとAdrien Soretの二人の兄弟が参加した、6日間にわたるサイバーパンクのゲームジャムから始まった。その中でブラウザゲームとしては、265のエントリーの中で総合と美しさにおいて最高の評価を得た。また、VA-11 HALL-Aも同じゲームジャムでのエントリー作品である。彼らは、本作を「ブレードランナーに精細なピクセールアートを足したもの」として説明し、またシネマティックプラットフォームのゲームとしてFlashback(1991)、Another World(1997)、Oddworld: Abe's Oddysee(1997)などから多くのインスピレーションを受けているという。彼らは、短時間で実装するのが最も簡単であること、Gods Will Be Watching と Sword & Sworceryにおける、足が長くひょろっとしたアニメーション化しやすいゲームキャラクターの仕様を利用できることから、ゲームジャムにおいてピクセルアートを用いた。兄弟はゲームのジャムバージョンをitch.ioで無料でダウンロードできるようにし、他の人がゲームジャムの外で試用できるようにした。複数の販売会社は、このタイトルをビジュアルにおいてブレードランナーやその他のサイバーパンク作品の雰囲気をうまく捉えた作品として賞賛した。
当時のゲームジャムと同時期に、彼ら兄弟はスタジオジブリにインスパイアされたBehind Nowhereというファンタジーもののプラットフォーム・ゲームの制作に取り組んでいたが、ゲームジャムとゲームメディアでの評価を受けたことから、The Last Nightの制作に注力することになった。彼らは、制作チームにメンバーを数人増やし、新スタジオOdd Talesを設立してThe Last Nightのみの制作体制に入った。そうした変化の中で、彼らは独自のピクセルアートスタイルを創造した。2014年10月に、SoretsはMicrosoft WindowsとPlayStation 4向けにゲームをリリースする計画を発表し、2016年のリリースが予定されていた。開発が拡大する中、チームはゲームを、キャラクターが「漂流するというよりかは繋留されている社会」として「ポストサイバーパンク」という世界観で制作することに決定した。この世界観は1998年にスラッシュドットでLawrence Personによって提案されたジャンルである。 弟であるAdrienは、自分の仕事に専念するため、2016年12月にこのプロジェクトを脱退した。
2017年2月、Raw Furyはこのタイトルを公開することでOdd Talesに貢献するだろうと発表した。 ゲームの最初の公開は、Microsoft Windows版と並行してXbox Oneで独占的に発売すると、2017年6月のElectronic Entertainment Expo 2017でのMicrosoftのプレゼンテーションで紹介された。ゲームは2018年にリリースされる予定である。